# NGC 443
NGC 443 je spirální galaxie v souhvězdí Ryb. Její zdánlivá jasnost je 13,1m a úhlová velikost 1,0′ × 0,9′. Je vzdálená 221 milionů světelných let, průměr má 50 000 světelných let. Je členem skupiny galaxií LGG 18, skupiny okolo galaxie NGC 452. Galaxii objevil 21. října 1886 Heinrich d'Arrest .